# Verdina Pensè
Verdina Pensè (Alghero, 1913 – Alghero, 1984) è stata una pittrice e orafa italiana. Figura rappresentativa dell'arte sarda del Novecento, unì la sensibilità artistica alla tradizione artigianale del corallo algherese, distinguendosi per originalità e sperimentazione.

## Biografia
Ultima (e unica femmina) dei dieci figli di Carmina Langella e Ottavio Pensè, si formò all'Istituto Statale d’Arte di Sassari, dove annoverò tra i suoi maestri Stanis Dessy, Eugenio Tavolara e Filippo Figari; fu proprio Figari ad incoraggiarla a perfezionarsi in tecniche orafe alla Scuola del Corallo di Torre del Greco. Visse e operò prevalentemente ad Alghero, dove combinò la pittura con la lavorazione di gioielli in corallo, madreperla, oro e argento. Oltre a interpretare in maniera personale il patrimonio culturale sardo, svolse un ruolo di primo piano nella fondazione della Scuola del Corallo di Alghero, una sezione staccata dell'Istituto d'Arte di Sassari, che diresse personalmente dal 1952 al 1959.
Le sue opere pittoriche trattano soggetti legati all’identità e alla spiritualità isolana: figure femminili, animali, riti religiosi, paesaggi. Lo stile mescola elementi simbolici, naïf e realistici, con colori vivaci e contorni marcati. La sua produzione artistica è oggi oggetto di riscoperta grazie a mostre, studi critici e al contributo di storici dell’arte. La critica Domenica B. Ranedda ne ha evidenziato il legame profondo con la cultura sarda: «Ha saputo trasmettere la spiritualità della Sardegna con tutta l’anima». Alcuni dei suoi dipinti sono catalogati nel sistema regionale dei beni culturali della Sardegna.
Come orafa, reinterpretò le tecniche tradizionali, producendo gioielli innovativi per forma e accostamenti di materiali. Oltre venti dei suoi manufatti sono oggi catalogati nel sistema regionale dei beni culturali della Sardegna. Le sue opere figurano nella collezione permanente della Camera di Commercio di Nuoro.

## Mostre (parziale)
- Partecipazione a esposizioni in Sardegna (Alghero, Sassari, Cagliari, Iglesias, Nuoro)
- Mostre in Italia (Roma, Milano, Firenze, Parma, Bologna, Ravenna) e all’estero (Parigi, Barcellona, Monaco)
- 1953 – Mostra L’arte nella vita del Mezzogiorno d’Italia (Quadriennale di Roma)[9]
- 1969 – Personale alla Galleria La Madarenetta, Alghero
- 2009 – Verdina Pensè: tra arte e gioiello, Torre San Giovanni, Alghero[10]
- 2015 – Oro, corallo e arte, Torre San Giovanni, Alghero[11]
- 2023 – Arte in rosa, mostra collettiva postuma, Olzai (NU), Casa Museo Carmelo Floris

## Riconoscimenti
- Medaglie d’oro e d’argento in concorsi sardi
- Premi alla Biennale di Cagliari, a Monza, Firenze, e al Concorso Nazionale del Corallo